# پوپووکی (منطقه تربیچ)
پوپووکی (به چکی: Popůvky) یک منطقهٔ مسکونی در جمهوری چک است که در منطقه تربیچ واقع شده‌است. پوپووکی ۵٫۷۳ کیلومتر مربع مساحت و ۷۷ نفر جمعیت دارد و ۴۴۵ متر بالاتر از سطح دریا واقع شده‌است.